# WayForward
WayForward Technologies, Inc. ist ein US-amerikanisches Entwicklungsstudio für Computerspiele aus Valencia im US-Bundesstaat Kalifornien. Das Studio wurde 1990 gegründet und hält sich seither vor allem durch Auftragsarbeiten am Markt. Mit Shantae gelang dem Studio 2002 jedoch auch ein intern entwickelter Achtungserfolg, der den Grundstein für eine Reihe weiterer Titel legte.

## Geschichte
Das Unternehmen wurde 1990 von Voldi Way gegründet. Das Unternehmen entwickelte in seinen Anfangsjahren für viele verschiedene Plattformen, darunter verschiedene 8-bit Plattformen und Spielkonsolen. 1994 ging das Unternehmen eine Partnerschaft mit American Education Publishing ein und entwickelte zunächst vor allem Lernsoftware. Für den Titel Brighter Child Math Challenge erhielt das Unternehmen 1994 den Best New Media Award der Messe Consumer Electronics Show (CES) und 1995 für Muppets Beginning Sounds sowie Muppets Same and Different jeweils einen Innovations Award. Ein weiterer früher Unternehmensschwerpunkt waren Charakteranimationen, weshalb das Studio vielfach Auftragsarbeiten zu Lizenztiteln erhielt. Zu Beginn der 2000er veröffentlichte das Studio zahlreiche Auftragsarbeiten vor allem für die mobilen Spielkonsolen von Nintendo.
Die erste größere Eigenentwicklung des Studios wurde das 2002 für Game Boy Color veröffentlichte Jump ’n’ Run Shantae, das aus eigenen Mitteln finanziert wurde und kurz vor Fertigstellung mit Capcom einen namhaften Publisher fand. Das Konzept des Spiels stammte von Matt und Erin Bozon, die rund zwei Jahre neben den Auftragsarbeiten an dem Titel arbeiteten. Der Erfolg blieb jedoch zunächst überschaubar. Shantae war einer der letzten Titel für die alternde Plattform des Game Boy Color, der bei Veröffentlichung des Spiels bereits durch den Game Boy Advance abgelöst wurde. Die Spielvermarktung blieb außerdem auf den amerikanischen Markt beschränkt. Obwohl Shantae für seine Plattform als technisch herausragendes Spiel galt, in dem sämtliche angesammelten Programmiererfahrungen des Entwicklerstudios für die Plattform zusammenliefen, blieb es bei einer Produktionscharge von 20–25.000 Exemplaren, die vollständige abverkauft wurde. Es entwickelte sich jedoch über die Jahre zu einem Kulttitel und teuer gehandelten Sammlerobjekt.
2004 gelang es durch die Auftragsarbeit Ping Pals für THQ erste Erfahrungen mit Nintendos neu veröffentlichten Nintendo DS zu sammeln und sich entsprechende Dev Kits zu sichern. Mit den Erfahrungen platzierte WayForward erfolgreiche Auftragsarbeiten für Konami (Contra 4) und Warner Bros. (Looney Tunes: Duck Amuck). Für die Wii portierte das Studio 2009 im Auftrag von Majesco den Titel A Boy and His Blob. 2010 konnte WayForward außerdem mit Shantae: Risky’s Revenge einen ersten Nachfolger zu seiner eigenen Marke veröffentlichen. Ebenfalls für Majesco belebte das Studio 2011 das BloodRayne-Franchise mit dem Downloadtitel BloodRayne: Betrayal wieder. 2011 wurde WayForwards Arbeit am PlayStation-Vita-Ablegers Silent Hill: Book of Memories bekannt, das 2012 erschien. Im Auftrag von Capcom programmierte das Team ein 2013 veröffentlichtes, umfangreiches Remaster des NES-Titels DuckTales. Ebenfalls 2013 konnte sich das Unternehmen durch eine erfolgreiche Crowdfunding-Kampagne mehr als 800.000 US-Dollar Anschubfinanzierung für die Entwicklung von Shantae: Half-Genie Hero sichern. Zuvor erschien jedoch 2014 Shantae and the Pirate’s Curse für Nintendo 3DS und Wii U. Der Titel war bereits November 2012 in der US-Zeitschrift Nintendo Power angekündigt worden. Mit Unterstützung der Marvelous-Tochter Xseed Games brachte WayForward 2016 Shantae: Half-Genie Hero für PlayStation 4, Vita und Wii U auch in einer physischen Form auf den Markt.
Das 2017 veröffentlichte The Mummy Demastered wurde als Lizenztitel zum Film vermarktet, besitzt aber kaum Überschneidungen mit der Filmhandlung. Stattdessen handelt es sich um ein im 16-bit-Retrostil designtes Metroidvania-Spiel, das von manchem Kritiker im Vergleich zum Film als qualitativ besser bezeichnet wurde. Spielerisch orientierte es sich an WayForwards 2011 veröffentlichten DS-Titels Aliens: Infestation. 2018 stieß WayForward als Unterstützung zur Entwicklung des ebenfalls crowdfinanzierten, von Castlevania inspirierten Bloodstained: Ritual of the Night hinzu. 2020 kündigte WayForward in Kooperation mit dem Distributor Limited Run Games eine limitierte physische Neuauflage des ersten Shantae-Spiels als Cartridge für Game Boy Color und zusätzlich für Nintendo Switch an.
Bis Juni 2021 wurden über alle Teile der Shantae-Reihe hinweg rund drei Millionen Spiele verkauft.

## Veröffentlichte Spiele
- 1991 – Blitzer (Win)
- 1992 – FunPack (Win)
- 1994 – Mickey’s Ultimate Challenge (Mega Drive, SNES, Game Boy, Game Gear, Master System)
- 1997 – Star Warped (Win)
- 1998 – FunPack 3D (Win)
- 1998 – Casper: Animated Activity Center (Win)
- 1998 – Microshaft Winblows 98 (Win)
- 1998 – Outburst (Win)
- 1999 – The Land Before Time: Preschool Adventure (Win)
- 1999 – Life’s Little Lessons with The Berenstain Bears: How to Get Along with Your Fellow Bear (Win)
- 1999 – Xtreme Sports Arcade: Summer Edition (Win)
- 2000 – Xtreme Sports (GBC)
- 2000 – Bear in the Big Blue House: Bear’s Sense of Adventure (Win)
- 2000 – Delirium (Win)
- 2000 – Sabrina: The Animated Series: Zapped! (GBC)
- 2001 – Sabrina: The Animated Series: Spooked! (GBC)
- 2001 – Pearl Harbor: Defend the Fleet (Win)
- 2001 – Wendy: Every Witch Way (GBC)
- 2001 – WWF Betrayal (GBC)
- 2002 – Shantae (Computerspiel) (GBC)
- 2002 – The Scorpion King: Sword of Osiris (Game Boy Advance)
- 2002 – Godzilla: Domination (Game Boy Advance)
- 2003 – Rescue Heroes: Billy Blazes (Game Boy Advance)
- 2003 – Nickelodeon Toon Twister 3D (Win)
- 2004 – The SpongeBob SquarePants Movie (Game Boy Advance)
- 2004 – Ping Pals (NDS)
- 2005 – Sigma Star Saga (Game Boy Advance)
- 2005 – SpongeBob SquarePants: Lights, Camera, Pants! (Game Boy Advance)
- 2005 – Tak: The Great Juju Challenge (Game Boy Advance)
- 2005 – Barbie and the Magic of Pegasus (Game Boy Advance)
- 2006 – X-Men: The Official Game (Game Boy Advance)
- 2006 – Unfabulous! (Game Boy Advance)
- 2006 – Justice League Heroes: The Flash (Game Boy Advance)
- 2006 – American Dragon: Jake Long – Attack of the Dark Dragon (NDS)
- 2006 – American Dragon: Jake Long – Rise of the Huntsclan (Game Boy Advance)
- 2006 – SpongeBob SquarePants: Creature from the Krusty Krab (Game Boy Advance, NDS)
- 2006 – Barbie in: Die 12 tanzenden Prinzessinnen  (Game Boy Advance, NDS)
- 2007 – Looney Tunes: Duck Amuck (NDS)
- 2007 – Shrek: Ogres & Dronkeys (NDS)
- 2007 – Contra 4 (NDS)
- 2008 – Space Chimps (NDS)
- 2009 – LIT (Wii, iOS, Android, Win)
- 2009 – Mighty Flip Champs! (NDS)
- 2009 – A Boy and His Blob (Wii)
- 2009 – Where the Wild Things Are (NDS)
- 2009 – Barbie and the Three Musketeers (NDS, Wii, Win)
- 2010 – Galactic Taz Ball (NDS)
- 2010 – Despicable Me: Minion Mayhem (NDS)
- 2010 – Batman: The Brave and the Bold – The Videogame (NDS, Wii)
- 2010 – Shantae: Risky’s Revenge (NDS, iOS)
- 2011 – SpongeBob SquigglePants (3DS, Wii)
- 2011 – Centipede: Infestation (3DS, Wii)
- 2011 – Thor: God of Thunder (NDS)
- 2011 – Mighty Milky Way (NDS)
- 2011 – Mighty Flip Champs! DX (PSVita)
- 2011 – BloodRayne: Betrayal (X360, PS3, Win)
- 2011 – Aliens: Infestation (NDS)
- 2011 – Mighty Switch Force! (3DS)
- 2011 – Happy Feet Two: The Video Game (NDS, 3DS)
- 2012 – Hotel Transylvania (NDS, 3DS)
- 2012 – Double Dragon Neon (X360, PS3, Win, Switch)
- 2012 – Silent Hill: Book of Memories (PSVita)
- 2012 – Adventure Time: Hey Ice King! Why’d You Steal Our Garbage?! (NDS, 3DS)
- 2012 – Mighty Switch Force! Hyper Drive Edition (Wii U, Win)
- 2013 – The Smurfs 2: The Video Game (PS3, Wii, Wii U, X360)
- 2013 – DuckTales: Remastered (Wii U, X360, PS3, Win, iOS, Android, Win Phone)
- 2013 – Regular Show: Mordecai and Rigby in 8-Bit Land (3DS)
- 2013 – Adventure Time: Explore the Dungeon Because I Don’t Know! (Wii U, PS3, X360, Win, 3DS)
- 2013 – Mighty Switch Force! 2 (Wii U, 3DS)
- 2014 – Drawn to Life (iOS)
- 2014 – Transformers: Rise of the Dark Spark (3DS)
- 2014 – Shantae and the Pirate’s Curse (Wii U, PS4, XOne, 3DS, Win, Android, Switch)
- 2014 – Adventure Time: The Secret of the Nameless Kingdom (PS3, PSVita, X360, 3DS, Win)
- 2014 – Wonder Momo: Typhoon Booster (Android, Mac OS)
- 2014 – Scooby Doo! & Looney Tunes Cartoon Universe: Adventure (Win, 3DS)
- 2014 – Shantae: Risky’s Revenge - Director’s Cut (Win, PS4, Wii U, Switch, XOne)
- 2014 – Teenage Mutant Ninja Turtles: Danger of the Ooze (PS3, X360, 3DS)
- 2015 – Mighty Switch Force! Hose It Down! (iOS, Win)
- 2015 – Watch Quest! Heroes of Time (Apple Watch)
- 2015 – Til Morning’s Light (iOS, Android)
- 2015 – Adventure Time: Puzzle Quest (iOS, Android)
- 2015 – Mighty Switch Force! Academy (Win)
- 2015 – Goosebumps: The Game (PS3, PS4, X360, XOne, 3DS, Win, Switch)
- 2015 – Marvel Puzzle Quest (PS3, PS4, X360, XOne)
- 2015 – Descendants (iOS, Android)
- 2016 – Cat Girl Without Salad: Amuse-Bouche (Win, Switch)
- 2016 – Shantae: Half-Genie Hero (Wii U, PS4, PSVita, XOne, Win, Switch)
- 2017 – Mystik Belle (PS4, XOne)
- 2017 – The Mummy Demastered (PS4, XOne, Win, Switch)
- 2019 – Bloodstained: Ritual of the Night (zusammen mit Artplay und 505 Games) (PS4, XOne, Win, Switch)
- 2019 – Spidersaurs (PS4, PS5, XOne, Win, Switch, iOS)
- 2019 – Mighty Switch Force! Collection (PS4, XOne, Win, Switch)
- 2019 – Miraculous Crush: A Ladybug & Cat Noir Match 3 (iOS, Android)
- 2019 – Shantae and the Seven Sirens (PS4, PS5, XOne, Win, Switch, iOS)
- 2019 – River City Girls (zusammen mit Arc System Works) (PS4, PS5, XOne, Win, Switch)
- 2020 – Vitamin Connection (Switch)
- 2020 – Marble Knights (iOS)
- 2020 – Trollhunters: Defenders of Arcadia (PS4, XOne, Win, Switch)
- 2020 – Bakugan: Champions of Vestroia (Switch)
- 2021 – BloodRayne Betrayal: Fresh Bites (PS4, PS5, XOne, Xbox Series, Win, Switch)
- 2022 – Dawn of the Monsters (PS4, PS5, XOne, Xbox Series, Win, Switch)
- 2022 – Lunark (PS4, PS5, XOne, Xbox Series, Win, Switch)
- 2022 – River City Girls 2 (PS4, PS5, XOne, Xbox Series, Win, Switch)
- 2022 – RWBY: Arrowfell (PS4, PS5, XOne, Xbox Series, Win, Switch)